# 406 (tal)
406 är det naturliga talet som följer 405 och som följs av 407.

## Inom vetenskapen
- 406 Erna, en asteroid.

## Inom matematiken
- 406 är ett jämnt tal
- 406 är ett sammansatt tal
- 406 är ett defekt tal
- 406 är ett triangeltal
- 406 är ett centrerat nonagontal
- 406 är ett sfeniskt tal
- 406 är ett ikosihenagontal
- 406 är ett Erdős–Woodstal